# Gerundivum
Das Gerundivum oder Gerundiv, auch participium necessitatis („Partizip der Notwendigkeit“, von lateinisch necessitās), ist ein von einem Verb abgeleitetes Adjektiv (Verbaladjektiv) mit passivischer Bedeutung, das meist eine Notwendigkeit oder bei Verneinung Unmöglichkeit ausdrückt, oftmals mit aufforderndem Charakter.
Im Lateinischen hat das Gerundivum wie auch das aus dem Gerundivum entstandene Gerundium das Bildungselement -nd. Während das Gerundium als substantivische Verbalform nur die drei Endungen -i, -o, -um hat (Dativ und Ablativ sind gleich), stehen dem Gerundivum als Adjektiv auf -us, -a, -um alle Endungen der a- und o-Deklination zur Verfügung. Gerundivum und Gerundium sind nicht immer einfach voneinander zu unterscheiden.
Im Deutschen wird aufgrund der vergleichbaren Funktion eine Partizipform, die vom zu-Infinitiv abgeleitet ist, manchmal als Gerundiv bezeichnet (auch: zu-Partizip), zum Beispiel: „der noch zu zahlende Restbetrag“. Diese Gerundiv-Konstruktion verhält sich im Ganzen hier als Attribut zum Substantiv und wird wie ein Adjektiv in der Form an das Substantiv angepasst (Kongruenz). Möglich ist dann auch die Substantivierung des zu-Partizips („das zu Lobende“). Im Deutschen sind einige Zu-Partizipien als Substantivierungen lexikalisiert (so z. B. „der/die Auszubildende“). Das deutsche Gerundiv ist eine vergleichsweise junge Entwicklung: Es ist erst ab dem 17. Jahrhundert bezeugt und blieb noch längere Zeit auf die Kanzleisprache beschränkt.

## Das Gerundivum im Lateinischen

### Attributiver Gebrauch
- liber legendus – „ein Buch, das gelesen werden muss / ein zu lesendes Buch / ein lesenswertes Buch“
- Amanda – „die Liebenswerte“
- labores non fugiendi – „Anstrengungen, die man nicht scheuen darf“
- dolor vix (non) ferendus – „ein Schmerz, den man kaum (nicht) ertragen kann / ein kaum erträglicher (unerträglicher) Schmerz“

Vergleich von Gerundium und Gerundivum, in diesem Fall mit derselben Bedeutung:
- Gerundivum: in libro legendo – „beim Lesen / bei der Lektüre eines Buches“

- habendi senatus locus (Cicero, In Catilinam 1) kann als Gerundium wie Gerundivum gelesen werden:
  - Gerundium: senatus (acc. pl.) als Akkusativobjekt zu habendi – „der Ort des Abzuhaltenseins der Senatssitzungen“
  - Gerundivum: senatus (gen. sing.) kongruent zu habendi – „der Ort der (einen bestimmten) abzuhaltenden Senatssitzung“

Deutsche Beispiele
- das zu lesende Buch
- der zurückzugewährende Darlehensbetrag
- der auszubildende Jüngling, der Auszubildende (Azubi)

### Prädikativer Gebrauch
Der prädikative Gebrauch von Gerundiva findet sich im Lateinischen und bezeichnet dort bei bestimmten Verben bei einem Objekt im Akkusativ (oder bei passiver Konstruktion bei einem Subjekt im Nominativ) die Absicht oder den Zweck. Im Deutschen tritt die Konstruktion mit dem Verb sein plus zu-Infinitiv des Verbs („modaler Infinitiv“) oder eine Umschreibung mit müssen an seine Stelle.
Beispiel:
- Do tibi litteras legendas. – „Ich gebe dir die Briefe zu lesen.“

Wird es als Prädikatsnomen verwendet, signalisiert es eine Verpflichtung (notio necessitatis), ein Verbot oder eine Möglichkeit; dabei steht das Gerundivum in Kopula mit esse.
Beispiele:
- Liber legendus est. – „Das Buch ist zu lesen / muss gelesen werden / muss man lesen.“
- Pacta sunt servanda. – „Verträge sind einzuhalten / müssen eingehalten werden.“
- Ceterum censeo Carthaginem esse delendam. (Cato) – „Übrigens meine ich, dass Karthago zerstört werden muss.“

Ein Dativ kann verwendet werden, um das Agens der Verpflichtung zu bestimmen (dativus auctoris):
- Liber nobis legendus est. – wörtlich: „Das Buch ist uns ein zu lesendes.“ / „Das Buch ist von uns zu lesen. / Wir müssen das Buch lesen.“

## Das Gerundivum im Sanskrit
Im Sanskrit wird ein Gerundivum oder Participium necessitatis mit den Suffixen -tavya, -anīya/-aṇīya oder m. -ya, f. -ā gebildet.
Bildungsweisen:
- -tavya tritt an die guṇierte Wurzel (Bei seṭ-Wurzeln mit Bindevokal): ji- „besiegen“ → jetavya, kṛ- „tun“ → kartavya, bhuj- „genießen“ → bhoktavja, bhū- „sein“ → bhavitavya, īkṣ- „sehen“ → īkṣitavya, budh-ay- „belehren“ (Kaus.) → bodhayitavya
- -anīya/-aṇīya tritt an die guṇierte Wurzel: ci- „häufen“ → cayanīya, śru- „hören“ → śravaṇīya, kṛ- „tun“ → karaňīya. Kausativa verlieren ihr Bildungssuffix: cint-ay- „denken“ → cintanīya
- m. -ya, f. -ā: dā- „geben“ → deya, ji- „besiegen“ → jeya, bhū- „sein“ → bhavya/bhāvya, kṛ- „tun“ → kārya, bhid- „spalten“ → bhedya, muc- „befreien“ → mocya, dṛś- „sehen“ → dṛśya, vac- „sprechen“ → vācya, labh- „erlangen“ → labhya, vadh- „töten“ → vadhya, cint-ay- „denken“ (Kaus.) → cintya, sthā-pay- „stellen“ (Kaus.) → sthāpya